# Čertův hrádek
Čertův hrádek je přírodní památka severně od obce Rohozná u Jihlavy v okrese Jihlava. Oblast spravuje Krajský úřad Kraje Vysočina. Důvodem ochrany je jedlobukový les na skalnatém podkladu.